# Liste des espèces de mammifères inscrites à l'Annexe II de la CITES
La liste suivante recense les espèces vulnérables de mammifères inscrites à l'Annexe II de la CITES.
Sauf mention contraire, l'inscription à l'Annexe d'une espèce inclut l'ensemble de ses sous-espèces et de ses populations.

## Liste[1]
- Famille des Bovidae :
  - Ammotragus lervia
  - Budorcas taxicolor
  - Capra caucasica
  - Cephalophus brookei
  - Cephalophus dorsalis
  - Cephalophus ogilbyi
  - Cephalophus silvicultor
  - Cephalophus zebra
  - Damaliscus pygargus pygargus
  - Kobus leche
  - Ovis ammon
  - Ovis arabica
  - Ovis bochariensis
  - Ovis canadensis (seulement la population du Mexique ; aucune autre population n'est inscrite aux annexes)
  - Ovis collium
  - Ovis cycloceros
  - Ovis darwini
  - Ovis jubata
  - Ovis karelini
  - Ovis polii
  - Ovis punjabiensis
  - Ovis severtzovi
  - Philantomba monticola
  - Rupicapra pyrenaica ornata
  - Saiga borealis
  - Saiga tatarica

- Famille des Camelidae :
  - Lama guanicoe
  - Vicugna vicugna (seulement les populations de l'Argentine, du Chili, de l’Équateur, de Bolivie et du Pérou ; toutes les autres populations sont inscrites à l'Annexe I)

- Famille des Cervidae :
  - Cervus elaphus bactrianus
  - Pudu mephistophiles

- Famille des Giraffidae :
  - Giraffa camelopardalis

- Famille des Hippopotamidae :
  - Hexaprotodon liberiensis
  - Hippopotamus amphibius

- Famille des Moschidae :
  - Moschus spp. (sauf les populations de l'Afghanistan, du Bhoutan, de l'Inde, du Myanmar, du Népal et du Pakistan, qui sont inscrites à l'Annexe I)

- Famille des Tayassuidae :
  - Tayassuidae spp. (sauf les espèces inscrites à l'Annexe I et les populations de Pecari tajacu des États-Unis d'Amérique et du Mexique, qui ne sont pas inscrites aux annexes)

- Famille des Canidae :
  - Canis lupus (sauf les populations du Bhoutan, de l'Inde, du Népal et du Pakistan, qui sont inscrites à l'Annexe I. Exclure la forme domestiquée et le dingo, référencés comme Canis lupus familiaris et Canis lupus dingo, qui ne sont pas soumis aux dispositions de la Convention)
  - Cerdocyon thous
  - Chrysocyon brachyurus
  - Cuon alpinus
  - Lycalopex culpaeus
  - Lycalopex fulvipes
  - Lycalopex griseus
  - Lycalopex gymnocercus
  - Vulpes cana
  - Vulpes zerda

- Famille des Eupleridae :
  - Cryptoprocta ferox
  - Eupleres goudotii
  - Fossa fossana

- Famille des Felidae :
  - Felidae spp. (sauf les espèces inscrites à l'Annexe I. Exclut Les spécimens de la forme domestiquée qui ne sont pas soumis aux dispositions de la Convention)

- Famille des Mephitidae :
  - Conepatus humboldtii

- Famille des Mustelidae :
  - Lutrinae spp. (sauf les espèces inscrites à l'Annexe I)

- Famille des Otariidae :
  - Arctocephalus spp. (sauf l'espèce inscrite à l'Annexe I)

- Famille des Phocidae :
  - Mirounga leonina

- Famille des Ursidae :
  - Ursidae spp. (sauf les espèces inscrites à l'Annexe I)

- Famille des Viverridae :
  - Cynogale bennettii
  - Hemigalus derbyanus
  - Prionodon linsang

- Ordre des Cetacea :
  - Cetacea spp. (sauf les espèces inscrites à l'Annexe I)

- Famille des Pteropodidae :
  - Acerodon spp. (sauf les espèces inscrites à l'Annexe I)
  - Pteropus spp. (sauf les espèces inscrites à l'Annexe I et Pteropus brunneus)

- Famille des Dasypodidae :
  - Chaetophractus nationi

- Famille des Macropodidae :
  - Dendrolagus inustus
  - Dendrolagus ursinus

- Famille des Antilocapridae :
  - Phalanger intercastellanus
  - Phalanger mimicus
  - Phalanger orientalis
  - Spilocuscus kraemeri
  - Spilocuscus maculatus
  - Spilocuscus papuensis

- Famille des Tachyglossidae :
  - Zaglossus spp.

- Famille des Equidae :
  - Equus hemionus (sauf la sous-espèce inscrite à l'Annexe I)
  - Equus kiang
  - Equus zebra hartmannae
  - Equus zebra zebra

- Famille des Rhinocerotidae :
  - Ceratotherium simum simum (seulement les populations d'Afrique du Sud et d’Eswatini ; toutes les autres populations sont inscrites à l'Annexe I)

- Famille des Tapiridae :
  - Tapirus terrestris

- Famille des Manidae :
  - Manis spp. (sauf les espèces inscrites à l'Annexe I)

- Famille des Bradypodidae :
  - Bradypus pygmaeus
  - Bradypus variegatus

- Famille des Myrmecophagidae :
  - Myrmecophaga tridactyla

- Ordre des Primates :
  - Primates spp. (sauf les espèces inscrites à l'Annexe I)

- Famille des Elephantidae :
  - Loxodonta africana (seulement les populations de l'Afrique du Sud, du Botswana, de la Namibie et du Zimbabwe ; toutes les autres populations sont inscrites à l'Annexe I)

- Famille des Muridae :
  - Leporillus conditor
  - Pseudomys fieldi
  - Xeromys myoides
  - Zyzomys pedunculatus

- Famille des Sciuridae :
  - Ratufa spp.

- Ordre des Scandentia :
  - Scandentia spp.